# Fuseki

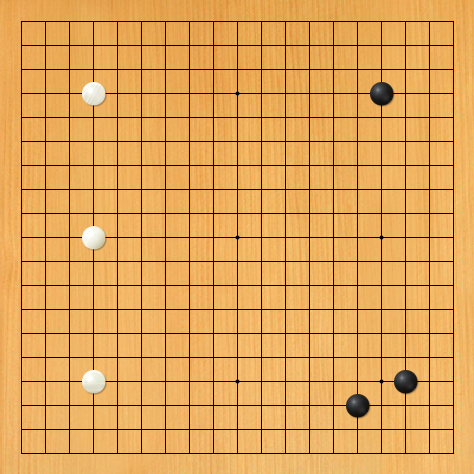
Ví dụ về fuseki

Fuseki (布石 (bố thạch)) hoặc bố cục (布局) trong tiếng Trung, là loại phương pháp khai cuộc trên toàn bàn cờ trong môn cờ vây.

## Các đặc trưng

### Ít có tính hệ thống
Vì mỗi nước đi thường bị cô lập và không bị ép buộc (nghĩa là không phải là một nước sente), các định thức với cách chơi trên toàn bộ bàn cờ ít được nghiên cứu một cách có hệ thống hơn so với joseki, loại khai cuộc thường có những nước kết nối yêu cầu phản hồi cụ thể và ngay lập tức. Do đó, một ván cờ vây có thể dễ dàng tìm ra một cách đánh mới mẻ, không quen thuộc.

### Tên gọi được công nhận
Chỉ có một tỷ lệ nhỏ các fuseki có tên gọi được công nhận hoặc mang tính cụ thể. Chúng bao gồm fuseki hai sao (nirensei fuseki), fuseki ba sao (sanrensei fuseki), fuseki Trung Quốc lưu, Kobayashi fuseki, và Shusaku fuseki. Đây là những cái tên cho các bố cục có ảnh hưởng mà quân đen tạo ra trong khai cuộc.

## Thể loại của fuseki

### Tiếp cận lãnh thổ
Bởi được chơi trên một bàn cờ lớn (ví dụ như dòng goban tiêu chuẩn 19x19), hiểu biết truyền thống cho biết người ta ưu tiên đi các nước bao quanh góc, sau đó mở rộng đến khoảng giữa hai biên, và cuối cùng dẫn đến trung tâm, bởi vì thường dễ đảm bảo lãnh thổ trong góc hơn ở hai biên hoặc ở trung tâm. Quan điểm cổ điển, đặc biệt đối với các điểm 3-3, 3-4 hoặc 4-3, nhấn mạnh các điểm tốt để đi quân trong khai cuộc vì những điểm này đảm bảo bao vây góc lớn hơn và/hoặc nhanh hơn. Các điểm nằm ở vị trí cao hơn không được khuyến khích. Cách tiếp cận này có mục tiêu rõ ràng hơn (kiểm soát lãnh thổ ở các góc) và dễ dàng hơn cho người mới bắt đầu để nắm bắt và chơi.

### Tiếp cận định hướng gây ảnh hưởng
Không giống như phong cách chơi theo hướng lãnh thổ, cách tiếp cận này nhấn mạnh sự kiểm soát trung tâm. Lý do cho điều này là lối chơi của một kỳ thủ không nên tập trung vào việc cố gắng bảo vệ các điểm một cách nhanh chóng bằng cách chiếm các góc đầu tiên. Mặc dù đòi hỏi nhiều nỗ lực hơn để bảo vệ trung tâm, cách này thiết lập phần lớn lãnh thổ trên bàn cờ. Điều quan trọng trong cách chơi này là xây dựng một cơ cấu tổ chức tốt để kiểm soát phần trung tâm bàn cờ. Các điểm ở vị trí cao hơn như 4-4, 4-5 hoặc 5-4 được khuyến khích. Một số kỳ thủ thường chiếm một biên rất nhanh chóng để xây dựng một cơ cấu tốt, trong khi một số người đặt các quân cờ của họ xung quanh phần trung tâm. Tuy nhiên, cách tiếp cận định hướng gây ảnh hưởng có đặc điểm là mang tính trừu tượng và khó khăn hơn cho người mới bắt đầu để nắm bắt và chơi.

## Lịch sử

### Trước thế kỷ 20
Sự phát triển của fuseki rất hạn chế trong thời xa xưa, bởi gần như tất cả nỗ lực của các kỳ thủ đều tập trung vào việc đi quân và bao vây ở góc (joseki). Cho đến khoảng năm 1900, các kỳ thủ chuyên nghiệp chỉ sử dụng một tỷ lệ tương đối nhỏ các định thức lúc đó đã được thiết lập trong khai cuộc. Phạm vi các khả năng nước đi là rất lớn, và số lượng ghi chép các ván cờ từ các ván cờ với trình độ cấp cao không thực sự được xuất bản quá nhiều (thậm chí hiện nay chỉ được xuất bản vài nghìn bản một năm).

### Nửa đầu thế kỷ 20
Fuseki vẫn không có cải thiện nào đáng kể cho đến khi phong cách chơi theo định hướng gây ảnh hưởng phát triển trong thế kỷ 20. Có lẽ kỳ thủ tiên phong được đánh giá cao nhất của thế kỷ 20, Go Seigen, đã gây tiếng vang khi ông chơi nước thứ ba của mình (nước Đen 5) ở tengen (thiên nguyên), hay điểm nằm ở trung tâm, trong một trận đấu chống lại người đang trị vì là Honinbo Shusai. Một nước đi không khôn ngoan theo tư duy cổ điển, nó được coi là một sự xúc phạm đối với một người có tầm vóc Honinbo. Go Seigen đã thua trận đấu diễn ra trong 4 tháng gây tranh cãi (được cho là do sự giúp đỡ của một trong những môn sinh của Honinbo), nhưng đã chứng minh khả năng của mình trong việc đối đầu với các đối thủ cấp cao, ngay cả khi sử dụng một chiến lược bất thường như vậy.

### Nửa sau thế kỷ 20
Khái niệm về lối chơi theo hướng gây ảnh hưởng (influence-oriented) đã tạo tiền đề cho sự khai sinh nhiều fuseki mang tính cách mạng, như fuseki hai sao (nirensei fuseki), fuseki ba sao (sanrensei fuseki) và vân vân. Nhiều định thức tương tự đã được thử nghiệm và được chơi trong các ván cờ hiện đại.
Phong cách fuseki Trung Quốc lưu, được phổ biến rộng rãi bởi các kỳ thủ Trung Quốc trong những năm 1970, có một lý thuyết được nghiên cứu kỹ lưỡng.
Kể từ khoảng năm 1990, đã có một loạt các khai cuộc kiểu cách, phần lớn là sản phẩm của các kỳ thủ chuyên nghiệp Hàn Quốc, được nghiên cứu và chơi theo cách giống cờ vua hơn (với những cải tiến liên tiếp được rèn luyện trong các ván cờ cao cấp). Phong cách đổi mới này thực sự là một điều mới mẻ đối với truyền thống cờ vây, tuy nhiên; nó không phải là cách chơi truyền thống, và có một bộ phận lớn chiến lược của cờ vây vẫn chưa được khám phá tới mức độ mãnh liệt đó.